# Wiesław Żelazko
Wiesław Tadeusz Żelazko (ur. 16 lutego 1933 w Łodzi) – polski matematyk specjalizujący się w algebrze topologicznej, w szczególności teorii algebr Banacha.

## Życiorys
Finalista II Olimpiady Matematycznej w roku 1951. W 1955 ukończył studia matematyczne na Uniwersytecie Warszawskim, na których obronił pracę magisterską napisaną pod opieką Romana Sikorskiego. Przez dwa lata pracował na macierzystej uczelni, w 1957 został pracownikiem Instytutu Matematycznego PAN. Tam w 1960 obronił rozprawę doktorską O pierścieniach lokalnie ograniczonych i m-wypukłych napisaną pod kierunkiem Stanisława Mazura. W 1965 mianowany docentem, w 1971 profesorem nadzwyczajnym, w 1976 profesorem zwyczajnym.
Promotor doktoratów, m.in.: Zbigniewa Słodkowskiego (1974) oraz Jaroslava Zemánka (1977).
Członek Towarzystwa Naukowego Warszawskiego, Komitetu Matematyki PAN. W latach 1983–1985 był prezesem Polskiego Towarzystwa Matematycznego.
Laureat Nagrody im. Stefana Banacha (1967) i Medalu im. Stefana Banacha (2000). Był odznaczony Krzyżem Kawalerskim (1979), Krzyżem Oficerskim (1988) i Krzyżem Komandorskim Orderu Odrodzenia Polski (2009).
Od jego nazwiska pochodzą nazwy twierdzenia Gleasona-Kahane-Żelazki i Hirschfelda-Żelazki.
Jego żoną była Jowita Koncewicz.